# Сонячне (Феодосійський район)
Со́нячне (крим. Sonăçne, також — Пашá-Топе, крим. Paşa Töpe) — село в Україні, у складі Феодосійського району Автономної Республіки Крим.

## Історія
На території і поблизу села виявлено залишки поселення доби пізньої бронзи і таврського городища пізнього середньовіччя. Збереглися рештки генуезької церкви XIII—XV ст. У селі Багатівці розкопано поховання античного
періоду.

## Населення

### Мова
Розподіл населення за рідною мовою за даними перепису 2001 року:
| Мова              | Кількість | Відсоток |
| ----------------- | --------- | -------- |
| російська         | 840       | 90.32 %  |
| українська        | 63        | 6.77 %   |
| кримськотатарська | 10        | 1.08 %   |
| вірменська        | 8         | 0.86 %   |
| білоруська        | 3         | 0.32 %   |
| інші/не вказали   | 6         | 0.65 %   |
| Усього            | 930       | 100 %    |